# Volksabstimmungen in der Schweiz 1988
Dieser Artikel bietet eine Übersicht der Volksabstimmungen in der Schweiz im Jahr 1988.
In der Schweiz fanden auf Bundesebene fünf Volksabstimmungen statt, im Rahmen zweier Urnengänge am 12. Juni und 4. Dezember. Dabei handelte es sich um ein obligatorisches Referendum und vier Volksinitiativen.

## Abstimmungen am 12. Juni 1988

### Ergebnisse
| Nr. | Vorlage | Art | Stimm- berechtigte | Abgegebene Stimmen | Beteiligung | Gültige Stimmen | Ja      | Nein      | Ja-Anteil | Nein-Anteil | Stände | Ergebnis |
| --- | --- | --- | ------------------ | ------------------ | ----------- | --------------- | ------- | --------- | --------- | ----------- | ------ | -------- |
| 351 | Bundesbeschluss vom 20. März 1987 über die Verfassungsgrundlagen für eine koordinierte Verkehrspolitik                 | OR  | 4'265'677          | 1'788'125          | 41,91 %     | 1'753'255       | 797'955 | 0'955'300 | 45,51 %   | 54,49 %     | 4:19   | nein     |
| 352 | Eidgenössische Volksinitiative «zur Herabsetzung des AHV-Rentenalters auf 62 Jahre für Männer und 60 Jahre für Frauen» | VI  | 4'265'677          | 1'793'431          | 42,04 %     | 1'777'930       | 624'390 | 1'153'540 | 35,12 %   | 64,88 %     | 2:21   | nein     |

### Koordinierte Verkehrspolitik
Zunehmende Verkehrsprobleme auf Strasse und Schiene führten ab Mitte der 1960er Jahre zu Forderungen nach einer Gesamtkonzeption des Verkehrswesens. 1982 stellte der Bundesrat die Entwürfe zu zwei neuen Verfassungsartikeln vor. Diese sollten dem Bund die Kompetenz übertragen, eine gesamtheitliche Verkehrspolitik festzulegen sowie die einzelnen Verkehrssektoren aufeinander abzustimmen. Dabei sollte der Bund für die nationale Infrastruktur zuständig sein, die Kantone für die regionale. Die so genannte Gesamtkonzeption für eine koordinierte Verkehrspolitik (KVP) definierte als Hauptziele die Befriedigung der Verkehrsbedürfnisse, den wirtschaftlichen Einsatz der Mittel und den Umweltschutz. Nach dem Prinzip der Eigenwirtschaftlichkeit sollten die Benutzer der Verkehrsnetze die von ihnen verursachten Kosten selber decken. Obwohl das Parlament die Vorlage deutlich verabschiedete, änderten FDP und SVP später ihre Meinung und sprachen sich dagegen aus. Zu ihnen gesellten sich die LPS, der Gewerbeverband und der Strassenverkehrsverband. Die Gegner kritisierten die KVP als «Gummiparagrafen», der dem Bund zu viele Kompetenzen einräume. Ausserdem befürchteten sie eine übermässige finanzielle Belastung der Automobilisten. Zu den Befürworten gehörten neben den übrigen Parteien die Umweltschutzverbände, der Bauernverband und die Gewerkschaften. Sie stellten den Bundesbeschluss als vernünftige und umweltgerechte Konzeption dar, die den Transit-Schwerverkehr verringere und den öffentlichen Verkehr fördere. Die Vorlage scheiterte am Volks- und Ständemehr. Zustimmung fand sie nur in den Kantonen Basel-Landschaft, Basel-Stadt, Graubünden, Tessin und Uri.

### Herabsetzung des Rentenalters
1978 hatten Volk und Stände eine von den POCH und der PSA eingereichte Volksinitiative zur Herabsetzung des Rentenalters deutlich abgelehnt. Vier Jahre später starteten die POCH einen zweiten Versuch und reichten im Februar 1983 eine weitere Initiative zu diesem Thema ein. Erneut forderten sie, das Rentenalter der Männer von 65 auf 62 und jenes der Frauen von 62 auf 60 Jahre zu senken. Bundesrat und Parlament wiesen das Begehren zurück, weil es zu einer Erhöhung der Beiträge der Versicherten und Arbeitnehmer führen würde; ausserdem erschwere die Forderung die Einführung eines flexiblen Rentenalters. Neben den POCH unterstützten nur die PdA, die SP und die Gewerkschaften die Vorlage. Sie stellten das Begehren als sinnvolles Entgegenkommen an die Mehrheit der Arbeiterschaft dar, die nach vielen Arbeitsjahren ausgelaugt sei und mit den technologischen Entwicklungen nicht mehr Schritt halten könne. Alle anderen Parteien und die Wirtschaftsdachverbände stellten sich dagegen. Angesichts der demografischen Entwicklung und der steigenden Lebenserwartung sei die Herabsetzung des Rentenalters weder für Arbeitnehmer noch für Arbeitgeber finanziell tragbar. Knapp zwei Drittel der Abstimmenden lehnten die Vorlage ab; Ja-Mehrheiten erzielte sie in den Kantonen Jura und Tessin (und zwar deutlich).

## Abstimmungen am 4. Dezember 1988

### Ergebnisse
| Nr. | Vorlage                                                              | Art | Stimm- berechtigte | Abgegebene Stimmen | Beteiligung | Gültige Stimmen | Ja      | Nein      | Ja-Anteil | Nein-Anteil | Stände | Ergebnis |
| --- | -------------------------------------------------------------------- | --- | ------------------ | ------------------ | ----------- | --------------- | ------- | --------- | --------- | ----------- | ------ | -------- |
| 353 | Eidgenössische «Stadt-Land-Initiative gegen die Bodenspekulation»    | VI  | 4'285'518          | 2'263'924          | 52,83 %     | 2'230'103       | 686'398 | 1'543'705 | 30,78 %   | 69,22 %     | 0:23   | nein     |
| 354 | Eidgenössische Volksinitiative «zur Herabsetzung der Arbeitszeit»    | VI  | 4'285'518          | 2'265'390          | 52,86 %     | 2'244'800       | 769'264 | 1'475'536 | 34,27 %   | 65,73 %     | 2:21   | nein     |
| 355 | Eidgenössische Volksinitiative «für die Begrenzung der Einwanderung» | VI  | 4'285'518          | 2'264'316          | 52,84 %     | 2'238'421       | 732'029 | 1'506'392 | 32,70 %   | 67,30 %     | 0:23   | nein     |

### Stadt-Land-Initiative
Die Mietervereinigung Fédération suisse des locataires, die Kleinbauernvereinigung Union des producteurs suisses, Umweltorganisationen und Linksparteien reichten im Mai 1983 die «Stadt-Land-Initiative» ein. Sie hatte zum Ziel, die Spekulation und die reine Kapitalanlage vom Bodenmarkt zu verdrängen sowie den Eigengebrauch von Grundeigentum zu fördern. Grundstücke sollten nur bei nachgewiesenem Eigenbedarf oder zur Bereitstellung preisgünstiger Wohnungen erworben werden dürfen, ausserdem sollte der Erwerb landwirtschaftlicher Grundstücke nur Selbstwirtschaftern erlaubt sein. Dabei sollte der kontrollierte Kaufpreis auf maximal den doppelten Ertragswert des Bodens beschränkt werden. Bundesrat und Parlament wiesen die Initiative als zu radikal und einseitig zurück; vielmehr solle das Bodenrecht auf Gesetzes- und Verordnungsebene weiterentwickelt werden. Die überwiegend linken Befürworter wiesen darauf hin, dass 70 Prozent der Bevölkerung in gemieteten Wohnungen und Häusern lebten, während in den letzten vier Jahrzehnten die Zahl der selbstständigen Bauernbetriebe sich halbiert habe. Grund dafür sei die starke Konzentration des Grundeigentums, das für Private kaum mehr erschwinglich sei. Mit der Initiative werde der Eigengebrauch gefördert. Die bürgerlichen Gegner betrachteten die Initiative als «kommunistischen» und «unschweizerischen» Frontalangriff auf das Privateigentum. Für deren Umsetzung müsste ein grosser bürokratischer Aufwand betrieben werden; ausserdem würde die Zersiedelung sogar noch verstärkt, da Einfamilienhäuser am ehesten für den geforderten Eigengebrauch geeignet seien. Mehr als zwei Drittel der Abstimmenden und alle Kantonen lehnten die Vorlage ab.

### Herabsetzung der Arbeitszeit
Eine Volksinitiative zur Einführung der einheitlichen 40-Stunden-Woche war 1976 von Volk und Ständen deutlich abgelehnt worden. Im August 1984 reichte der Schweizerische Gewerkschaftsbund (SGB) erneut eine Initiative zu diesem Thema ein, ergänzt um eine von 40'000 ausländischen Arbeitnehmern unterzeichnete Petition. Bundesrat und Parlament wiesen die Initiative zurück, da die Fixierung der Arbeitszeit in der Bundesverfassung eine zu starre Lösung sei und mehrere Branchen nach Verhandlungen mit den Gewerkschaften sich ohnehin diesem Ziel bereits annähern würden. Für die Initiative traten die linken Parteien, der SGB und der Christlichnationale Gewerkschaftsbund ein. Sie erklärten, der technische Fortschritt steigere die Produktivität der Wirtschaft, weshalb es gerechtfertigt sei, dass die Arbeitnehmer an dieser Steigerung teilhaben, indem ihre Arbeitszeit ohne Lohneinbusse reduziert wird. Die immer intensiver werdende Arbeit erhöhe auch die gesundheitlichen Risiken, was kürzere Arbeits- und längere Erholungszeiten notwendig mache. Für die Wettbewerbsfähigkeit der Wirtschaft sei ohnehin die Qualität und nicht die Arbeitszeit entscheidend. Die bürgerlichen Parteien und die Wirtschaftsdachverbände hielten die Initiative für schädlich und unnötig. Da die Lohnsumme sich zwangsläufig erhöhen würde, leide gerade die Wettbewerbsfähigkeit, was wiederum Arbeitsplätze gefährde. Ohnehin sei es besser, mithilfe von Gesamtarbeitsverträgen branchenspezifische Lösungen zu vereinbaren. Knapp zwei Drittel der Abstimmenden lehnten die Vorlage ab, Ja-Mehrheiten erzielte sie in den Kantonen Genf und Tessin.

### Begrenzung der Einwanderung
Aufgrund der verbesserten Wirtschaftslage nahm die ausländische Wohnbevölkerung seit 1979 wieder zu, auch die Zahl der Asylgesuche stieg kontinuierlich an. Vor diesem Hintergrund begann die Nationale Aktion wieder vor einer drohenden «Überfremdung» zu warnen und reichte im April 1985 eine Volksinitiative ein. Sie verlangte, dass die Zahl der ausländischen Einwanderer während 15 Jahren jährlich höchstens zwei Drittel der ausländischen Auswanderer des Vorjahres betragen dürfe, solange die gesamte Wohnbevölkerung der Schweiz 6,2 Millionen übersteigt (darin inbegriffen war die Zahl der Flüchtlinge). Ausserdem sollte die Zahl der Saisonniers auf 100'000 jährlich und jene der Grenzgänger auf 90'000 begrenzt werden. Bundesrat und Parlament wiesen die Initiative als wirtschaftsschädlich zurück; darüber hinaus würden zwei Politikbereiche – Asylfrage und Arbeitsmarkt – miteinander vermischt, die nichts miteinander zu tun hätten. Unterstützung fanden die Initianten einzig bei anderen Rechtsaussenparteien. In einem emotionalen, bisweilen demagogischen Abstimmungskampf behaupteten sie, dass die Schweiz kein Einwanderungsland sei und die Präsenz derart vieler Ausländer die Identität des Landes gefährde. Ihnen gegenüber standen alle anderen Parteien und die Wirtschaftsverbände. Sie vertraten den Standpunkt, dass bei Annahme der Initiative überhaupt keine Probleme der Asylpolitik gelöst, sondern vor allem im wirtschaftlichen Bereich neue geschaffen würden. Ebenso würden die internationalen Beziehungen beeinträchtigt. Das Ergebnis fiel deutlich aus: Über zwei Drittel der Abstimmenden und alle Kantone lehnten die Vorlage ab, wobei die Ablehnung in der Romandie und in den Grenzkantonen tendenziell höher war.